# Dirk Mudge
Dirk Mudge   (Otjiwarongo, 16 de gener de 1928 - Windhoek, 26 d'agost de 2020) Dirk Frederik Mudge, fou un polític namibià i granger. Va servir en diverses posicions en l'administració sud-africana de l'ocupada Àfrica del Sud-oest; fou el president del 1975–1977 de la Conferència de Turnhalle, i va cofundar el Partit Republicà així com l'Aliança Democratica de Turnhalle.
A la independència de Namíbia, Mudge era membre de l'Assemblea Constituent i després 1a Assemblea Nacional fins que es va retirar el 1993. Mudge fou el fundador del diari Die Republikein i de l'editor Namibia Media Holdings, on va estar a la junta directiva fins al 2008.

## Educació i vida (primera anys)
Dirk Mudge, un namibià blanc, va néixer a la granja Rusthof propera a Otjiwarongo. Éra un granger de professió. El1947 es va graduar a la universitat de Stellenbosch amb un Bachelor of Commerce, i després va treballar com a comptable a Windhoek. Entre 1951 i 1960 va tractar amb bestiar.

## Carrera política

### Fins al 1975–77 (la Conferència de Turnhalle)
El 1955 Mudge esdevenia un membre del Partit Nacional (NP), una institució que promovia l'apartheid que va dirigir Sud-àfrica entre 1948 i 1994. Va entrar a l'Assemblea Legislativa el 1961 com un de set membres elegits per representar els ciutadans blancs d'Àfrica del Sud-oest en el Parlament de Sud-àfrica. El 1965 Mudge esdevenia un membre del Comitè Executiu per l'Àfrica del Sud-oest i per això un alt-càrrec administratiu del territori ocupat. Va aguantar aquesta posició fins al 1977.
Quan AH du Plessis, el dirigent de l'ala africana del sud-oest del Partit Nacional, va ser nomenat ministre el 1969, Mudge va actuar en la seva posició com a dirigent del NP. En aquell temps va començar per discrepar amb les opinions del NP sobre el futur d'Àfrica del Sud-oest. Va forjar una amistat amb el cap herero Clemens Kapuuo, va discutir plans per un autogovern del territori amb el llavors Primer ministre John Vorster, i esdevingué una de les forces de conducció darrere de la Conferència de Turnhalle (1975–77).
La Conferència constitucional de Turnhalle era un intent d'imposar-se sobre un espectre ample dels indígenes mitjançant reformes petites i compromisos menors, i així fer-los deixar del seu suport per la resistència armada dirigida aleshores per la SWAPO. El seu objectiu era també cimentar la separació de les ètnies africanes del sud-oest per fer l'estat futur de Namíbia, una constitució del qual va ser redactada a la Conferència de Turnhalle, una confederació de bantustans. Mudge fou president de la Conferència. Arran d'aquesta, molts de les delegacions participants van acordar agregar el seu petit partit ètnic en un cos més gran que era capaç de formar un suficient per contrarestar a la SWAPO. Mudge va fundar el Partit Republicà de Namíbia (RP) poc abans del final de la Turnhalle. El RP es va unir el 5 de novembre de 1977 a l'Aliança Democràtica de Turnhalle (DTA) que va ser fundada per Clemens Kapuuo com a primer president i Dirk Mudge com a secretari.
En aquell temps Mudge va fundar Die Republikein, fins avui l'únic diari en afrikaans, com a protaveu del RP. També va establir el Democratic Media Holdings  (avui Namibia Media Holdings), l'agència editorial del diari.

### En governs interins de l'Àfrica del Sud-oest
Les següents eleccions legislatives de l'Àfrica del Sud-oest, el 1978, van ser guanyades per la DTA per una forta majoria de 41 dels 50 seients. Tot i que aquestes eleccions eren les primeres eleccions multiracials en el territori hi va haver "intimidació estesa", especialment per la presència de tropes sudafricanes al del nord del territori. El Consell de Seguretat de les Nacions Unides va declarar aquestes eleccions "nul·les i no avingudes". L'1 de juliol de 1980 Mudge esdevenia el president del Consell de Ministres del govern resultant.
El Consell va dimitir el 1983, i l'administració de l'Àfrica del Sud-oest va ser executada pels ocupants sudafricans un altre cop. El setembre de 1983 es va fundar la Multi-Party Conference (MPC) que va consistir en 19 partits interiors (interiors per indicar que l'oposició exterior no hi era). Després de considerar les seves opcions, Mudge va acordar esdevenir el representant de la DTA en aquesta conferència, tot i que havia esperat un resultat diferent del procés:
| « | Com antigament, ells [la MPC] no tenen problemes en convèncer els membres de la DTA i altres partits per participar, veient que hi haurà beneficis financers. Em vaig trobar sol a la DTA i, molt en contra de la meva voluntat, vaig acordar participar amb la condició que el MPC es limités a una discussió en propostes constitucionals, i que un govern interí no seria considerat. Hauria d'haver estat millor informat. No va tardar molt de temps abans que la possibilitat d'un altre govern interí va ser posada damunt la taula i fortament recolzada per virtualment cada membre del MPC. | » |

El MPC va suggerir l'abril de 1985 en la seva Llei de Drets Fonamentals l'establiment d'un Transitional Government of National Unity (TNGU). Sud-àfrica va seguir aquest suggeriment tres mesos més tard, instal·lant un govern de coalició forçat, sota el lideratge de la DTA (22 seients) però incloent cinc partits més petits de vuit escons cadascun.
El TNGU va ser presidit pels seus ministres segons una ronda per torns, canviant cada tres mesos. Mudge com a ministre de Finances va agafar la seva presidència rotatòria el 1986 i 1988. Tanmateix, com a president del partit més gran en el TNGU, Mudge era el dirigent de facto del govern, i dins de la DTA, Mudge i el partit Republicà va ser vist com la força de conducció.

### Després de la independència de Namíbia
El novembre de 1989 Dirk Mudge va fundar la Democratic Media Trust of Namibia, una agència editora de diaris a Namíbia amb la missió de "promoure uns mitjans de comunicació lliures i independents dins Namíbia". Per l'establiment d'aquesta trust, els diners que es van utilitzar eren part dels dedicats a lluitar contra la SWAPO a les eleccions de 1989. El Trust va posseir Democratic Media Holdings que al seu torn posseïa John Meinert Impressió, lel major impresos de diaris de Namíbia. El 2007 el Trust havia venut les seves participacions restants en la indústria d'impressió i esdevenia una organització dedicada a l'educació i el desenvolupament. Mudge fou president de la Junta directiva del Trust fins al 2008.
Mudge va obtenir un escó en la llista de la DTA en les eleccions de 1989 a l'Assemblea de Constituent de Namíbia que va esdevenir la primera assemblea nacional de la Namíbia independent. Malgrat el ressentiment de Mudge contra la SWAPO, el primer president Sam Nujoma el va nomenar pel seu gabinet com a Ministre de Finances, probablement per tal de contenir la inseguretat entre la població blanca.

## Llegat
L'efecte de Mudge en el progrés de la independència de Namíbia és polèmic. Mentre per un costat ha estat lloat per portar a un sistema multi-partidista i multi-ètnic amb eleccions, altres consideren que va retardar la independència del territori, perllongant el sofriment de la població indígena i la segregació racial.

## Familiar
Dirk Mudge es va retirar de la política l'abril de 1993 i va retornar a la seva granja Ovikere prop de Kalkfeld a Namíbia, regió d'Otjozondjupa. És casat a Stienie Jacobs. Tenen cinc fills, setze nets i catorze besnets. Mudge és el pare d'un altre polític, Henk Mudge, qui el va succeir com a dirigent del Partit Republicà.